# Шара-Тоготское муниципальное образование
Шара-Тоготское муниципальное образование (бур. Шара Тогодын hомон) — муниципальное образование со статусом сельского поселения в 
Ольхонском районе Иркутской области России. Административный центр — Шара-Тогот.

## Демография
По результатам Всероссийской переписи населения 2010 года 
численность населения муниципального образования составила 859 человек, в том числе 500 мужчин и 359 женщин.

## Населенные пункты
В состав муниципального образования входят населенные пункты
- Шара-Тогот
- Куркут
- Курма
- Кучулга
- Сарма
- Сахюрта
- Шида[2]